# Islas Koshikijima
Las islas Koshikijima (甑島列島 Koshikijima rettō?) son una cadena de pequeñas islas de Japón que se encuentran frente a la costa occidental de la gran isla de  Kyushu, en aguas del mar de la China Oriental. Administrativamente, pertenecen a la ciudad de Satsumasendai, prefectura de Kagoshima. Se encuentra a 38 km al oeste de la ciudad portuaria de Ichikikushikino y cubre un área de 118,68 km². En el año 2005 tenían una población de 6.206 personas.
Este archipiélago consiste de tres islas grandes y otras cuatro islas pequeñas:
islas mayores
- Kami-Koshikijima  (上甑島?), localizado al norte y con un área de 45,08 km²;
- Naka-Koshikijima  (中甑島?), localizado cerca del centro y con un área de 7,29 km²;
- Shimo-Koshikijima  (下甑島?), localizado al sur y con un área de 66,27 km²;

islas menores
- Nojima  (野島?)
- Chikajima  (近島?)
- Futagojima (双子島?)
- Okinojima (沖の島?)

## Historia
A comienzos de la Era Meiji, la isla consistía en catorce villas que pertenecían al distrito de Shikijima en la provincia de Satsuma. En 1889, las islas fueron consolidadas en las villas de Kami-Koshiki y Shimo-Koshiki. En 1897, las islas se fusionaron con el distrito de Satsuma. Posteriormente, las villas de Kashima y Sato se separaron, totalizando a cuatro villas en el archipiélago. No obstante en el 2004, durante la "Gran Fusión Heisei", las villas se fusionaron con la ciudad de Satsumasendai, en la vecina isla de Kyūshū.

## Clima
| Parámetros climáticos promedio de Naka-Koshiki-shima, Islas Koshikijima (1991–2020) | Parámetros climáticos promedio de Naka-Koshiki-shima, Islas Koshikijima (1991–2020) | Parámetros climáticos promedio de Naka-Koshiki-shima, Islas Koshikijima (1991–2020) | Parámetros climáticos promedio de Naka-Koshiki-shima, Islas Koshikijima (1991–2020) | Parámetros climáticos promedio de Naka-Koshiki-shima, Islas Koshikijima (1991–2020) | Parámetros climáticos promedio de Naka-Koshiki-shima, Islas Koshikijima (1991–2020) | Parámetros climáticos promedio de Naka-Koshiki-shima, Islas Koshikijima (1991–2020) | Parámetros climáticos promedio de Naka-Koshiki-shima, Islas Koshikijima (1991–2020) | Parámetros climáticos promedio de Naka-Koshiki-shima, Islas Koshikijima (1991–2020) | Parámetros climáticos promedio de Naka-Koshiki-shima, Islas Koshikijima (1991–2020) | Parámetros climáticos promedio de Naka-Koshiki-shima, Islas Koshikijima (1991–2020) | Parámetros climáticos promedio de Naka-Koshiki-shima, Islas Koshikijima (1991–2020) | Parámetros climáticos promedio de Naka-Koshiki-shima, Islas Koshikijima (1991–2020) | Parámetros climáticos promedio de Naka-Koshiki-shima, Islas Koshikijima (1991–2020) |
| Mes                                                                                 | Ene.                                                                                | Feb.                                                                                | Mar.                                                                                | Abr.                                                                                | May.                                                                                | Jun.                                                                                | Jul.                                                                                | Ago.                                                                                | Sep.                                                                                | Oct.                                                                                | Nov.                                                                                | Dic.                                                                                | Anual                                                                               |
| ----------------------------------------------------------------------------------- | ----------------------------------------------------------------------------------- | ----------------------------------------------------------------------------------- | ----------------------------------------------------------------------------------- | ----------------------------------------------------------------------------------- | ----------------------------------------------------------------------------------- | ----------------------------------------------------------------------------------- | ----------------------------------------------------------------------------------- | ----------------------------------------------------------------------------------- | ----------------------------------------------------------------------------------- | ----------------------------------------------------------------------------------- | ----------------------------------------------------------------------------------- | ----------------------------------------------------------------------------------- | ----------------------------------------------------------------------------------- |
| Temp. máx. abs. (°C)                                                                | 22.0                                                                                | 22.3                                                                                | 25.3                                                                                | 28.5                                                                                | 30.0                                                                                | 32.1                                                                                | 35.2                                                                                | 37.5                                                                                | 34.1                                                                                | 31.7                                                                                | 26.6                                                                                | 24.5                                                                                | 37.5                                                                                |
| Temp. máx. media (°C)                                                               | 12.2                                                                                | 13.1                                                                                | 15.9                                                                                | 20.1                                                                                | 23.9                                                                                | 26.4                                                                                | 30.4                                                                                | 31.9                                                                                | 29.1                                                                                | 24.6                                                                                | 19.5                                                                                | 14.5                                                                                | 21.8                                                                                |
| Temp. media (°C)                                                                    | 9.4                                                                                 | 10.0                                                                                | 12.5                                                                                | 16.2                                                                                | 19.9                                                                                | 23.1                                                                                | 27.0                                                                                | 28.0                                                                                | 25.4                                                                                | 21.0                                                                                | 16.2                                                                                | 11.5                                                                                | 18.4                                                                                |
| Temp. mín. media (°C)                                                               | 6.4                                                                                 | 6.6                                                                                 | 8.9                                                                                 | 12.4                                                                                | 16.1                                                                                | 20.2                                                                                | 24.4                                                                                | 25.0                                                                                | 22.3                                                                                | 17.7                                                                                | 12.8                                                                                | 8.4                                                                                 | 15.1                                                                                |
| Temp. mín. abs. (°C)                                                                | -1.5                                                                                | -1.3                                                                                | -0.1                                                                                | 3.4                                                                                 | 8.6                                                                                 | 12.4                                                                                | 17.2                                                                                | 19.5                                                                                | 13.9                                                                                | 8.4                                                                                 | 4.4                                                                                 | -0.1                                                                                | -1.5                                                                                |
| Precipitación total (mm)                                                            | 103.5                                                                               | 116.0                                                                               | 158.9                                                                               | 208.7                                                                               | 211.2                                                                               | 475.5                                                                               | 302.8                                                                               | 215.6                                                                               | 265.0                                                                               | 110.9                                                                               | 139.2                                                                               | 122.4                                                                               | 2429.7                                                                              |
| Días de lluvias (≥ 1 mm)                                                            | 12.0                                                                                | 10.8                                                                                | 12.6                                                                                | 10.5                                                                                | 10.2                                                                                | 14.5                                                                                | 10.2                                                                                | 9.9                                                                                 | 10.0                                                                                | 7.2                                                                                 | 9.5                                                                                 | 11.0                                                                                | 128.4                                                                               |
| Horas de sol                                                                        | 87.0                                                                                | 106.3                                                                               | 154.0                                                                               | 180.3                                                                               | 185.2                                                                               | 124.4                                                                               | 186.6                                                                               | 226.7                                                                               | 189.0                                                                               | 187.6                                                                               | 138.8                                                                               | 103.1                                                                               | 1869                                                                                |
| Fuente n.º 1: Agencia Meteorológica de Japón                                        |                                                                                     |                                                                                     |                                                                                     |                                                                                     |                                                                                     |                                                                                     |                                                                                     |                                                                                     |                                                                                     |                                                                                     |                                                                                     |                                                                                     |                                                                                     |
| Fuente n.º 2: Agencia Meteorológica de Japón                                        |                                                                                     |                                                                                     |                                                                                     |                                                                                     |                                                                                     |                                                                                     |                                                                                     |                                                                                     |                                                                                     |                                                                                     |                                                                                     |                                                                                     |                                                                                     |